# Schwarme
Schwarme (plattdeutsch Swarm) ist eine Mitgliedsgemeinde der Samtgemeinde Bruchhausen-Vilsen im niedersächsischen Landkreis Diepholz.

## Geografie

### Geografische Lage
Die Gemeinde Schwarme liegt in der Mittelweserregion ca. 30 km südlich von Bremen.
Schwarme liegt als Teil der Samtgemeinde Bruchhausen-Vilsen jeweils 16 km entfernt von den Kleinstädten Achim (Weser), Hoya, Syke und Verden (Aller).

### Nachbargemeinden
Nachbargemeinden sind Thedinghausen, Blender, Martfeld, Bruchhausen-Vilsen (Flecken) und Emtinghausen.

### Ortsteile
Vom Zentrum (Schwarme) lassen sich die eher dünn besiedelten Ortsteile An der Heide (nordöstlich), Groß Borstel (südwestlich), Heidmühle (nordöstlich), Hörsten (südwestlich), In der Heide (nordöstlich), In der Weide (südlich), Klein Schwarme (nordöstlich), Spraken (südlich) und Vorwiese (westlich) abgrenzen.

## Geschichte
Schwarme wurde erstmals 1214 mit dem Bau einer Kapelle urkundlich erwähnt. Die Kapelle war der Kirche von Lunsen unterstellt. Ein adeliges Gut (Rittersitz oder Edelhof) ist ab 1250 nachweisbar. Das Eyterbruch, ein aus Eichen und Erlen bestehender Urwald, wurde 1033 urkundlich erwähnt.
Im Dreißigjährigen Krieg fielen 1632 in Schwarme kaiserliche Reitersoldaten ein. 1675/79, bei der Vertreibung der schwedischen Truppen durch münstersche Soldaten, wurde auch gebrandschatzt und geraubt. 1681 gehört Schwarme zum Amt Westen-Thedinghausen im Fürstentum Celle, ab 1692 Kurfürstentum Braunschweig-Lüneburg. Die evangelisch-lutherische Kirche Zum Guten Hirten wurde 1784 fertiggestellt, der Turm 1879. Von 1832 bis 1837 erfolgt die Aufteilung der Bruch- und Heidegemeinheiten, Flächen, die bislang der gemeinsamen Nutzung vorbehalten waren. In den weiten Bruchgebieten wurde von 1882 bis 1888 große Meliorationsmaßnahme zur Entwässerung, zur Düngung der Äcker und Wiesen und als Überschwemmungssystem durchgeführt.
Schwarme gehört im 19. Jahrhundert zum Verwaltungsbezirk Landdrostei Hannover im Königreich Hannover. Von 1852 bis 1859 bildete Schwarme ein eigenes Amt mit eigenem Amtsgericht. 1859 wurde der größte Teil des aufgelösten Amtes Schwarme dem vergrößerten Amt Bruchhausen angegliedert. Ab 1885 bis 1932 gehörte Schwarme zum Kreis Hoya, dann bis 1977 zum Landkreis Grafschaft Hoya und seitdem zum Landkreis Diepholz.
Im Zweiten Weltkrieg fielen 1942 etwa 100 Spreng- und 10.000 Brandbomben auf Schwarme, die keine Menschenleben forderten.
Schwarme entwickelte sich nach dem Krieg von einer rein landwirtschaftlichen Gemeinde mit Handwerk und Einzelhandel zu einer Wohnsiedlung.

### Einwohnerentwicklung
Vor dem Krieg lag die Bevölkerungszahl 1925 bei 1655 Einwohnern, die dann mit Beginn des Zweiten Weltkrieges 1939 auf 1489 sank. Nach dem Krieg stieg durch die Vertriebenen die Population ab 1946 von 1700 auf rund 2400. Sie sank Mitte der 1950er Jahre wieder auf unter 2000. Durch die Ausweisung von Neubaugebieten erhöhte sich die Einwohnerzahl auf etwa 2500 Einwohner.

## Politik

### Gemeinderat
Der Gemeinderat setzt sich aus 13 Ratsmitgliedern zusammen. Dies ist die festgelegte Anzahl für eine Mitgliedsgemeinde einer Samtgemeinde mit einer Einwohnerzahl zwischen 2.001 und 3.000 Einwohnern. Die Ratsmitglieder werden durch eine Kommunalwahl für jeweils fünf Jahre gewählt.
Aus dem Ergebnis der Kommunalwahl 2021 ergab sich folgende Sitzverteilung:
- SPD: 5 Sitze
- Unabhängige Wählergemeinschaft UWG: 4 Sitze
- CDU: 3 Sitze
- Einzelbewerber zum Hingst: 1 Sitz

(Stand: Kommunalwahl am 12. September 2021)

### Bürgermeister
Johann-Dieter Oldenburg wurde im Oktober 2011 als Nachfolger von Hermann Schröder vom Gemeinderat im zweiten Wahlgang bei einer Mehrheit von 5 zu 6 Stimmen und einer Enthaltung zum ehrenamtlichen Bürgermeister von Schwarme gewählt. Oldenburg wurde 2021 wiedergewählt.

### Wappen
Blasonierung: „in rechter schwarzer Flanke mit goldenem Schildfuß ein goldener Kirchturm, hinten in gold über schwarzem Schildfuß zwei aufrechte, abgewendete, unten mit schwarzem Brustfell verbundene rot bewehrte schwarze Bärentatzen, überhöht von gekreuzten schwarzen Giebelbrettern, die in nach außen gewendeten Pferdeköpfen enden“.

### Gemeindepartnerschaften
Schwarme pflegt eine langjährige Beziehung zur französischen Partnergemeinde Ancinnes.

## Kultur und Sehenswürdigkeiten

### Bauwerke

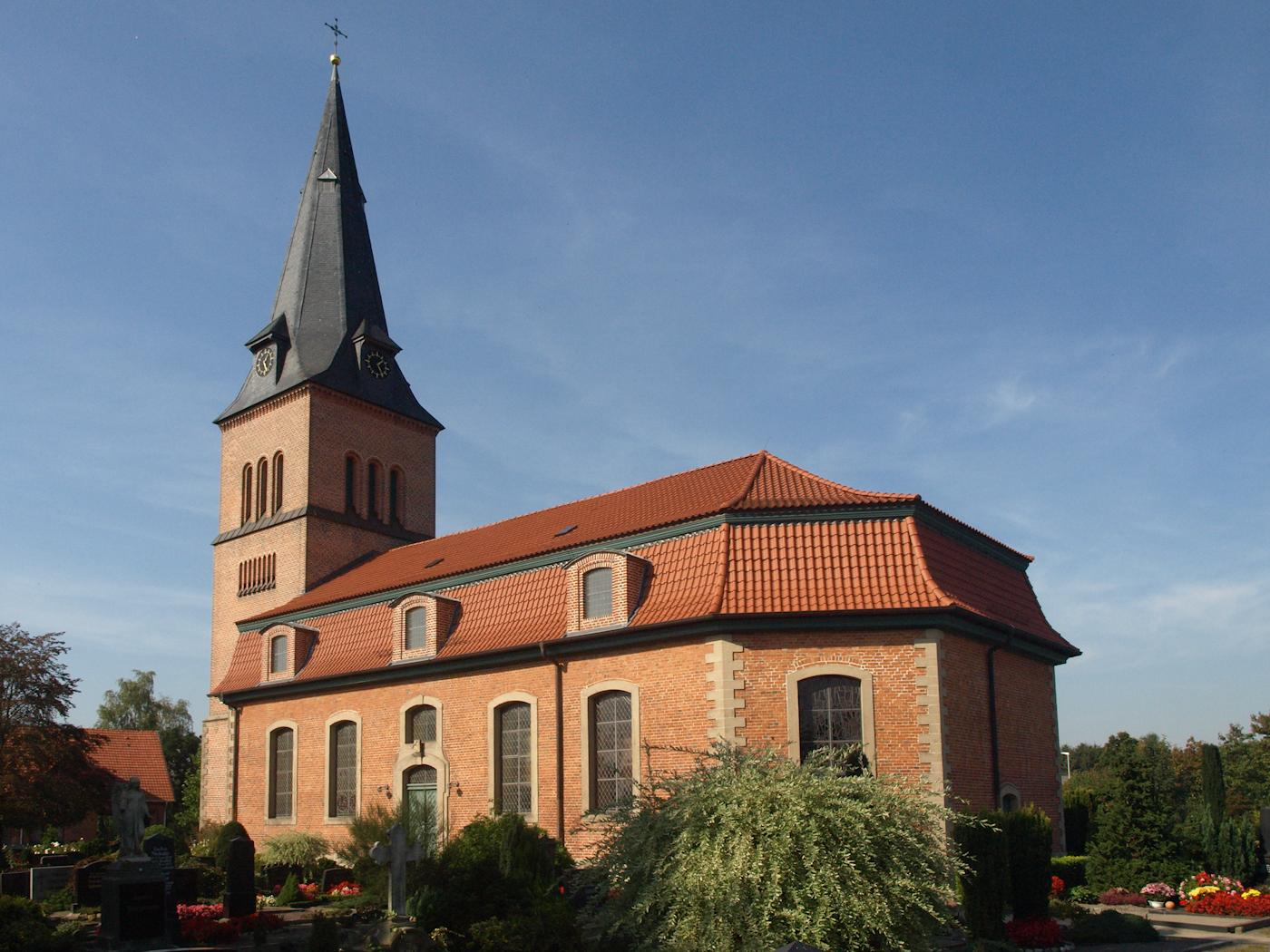
Kirche zum Guten Hirten

- Die Kirche Zum Guten Hirten ist eine barocke Saalkirche, die als Backsteinbau mit Sandsteingliederungen und einem Mansarddach nach Plänen von G. H. Brückmann von 1778 bis 1784 entstand. Das Obergeschoss des Turmes stammt von 1879. Im Inneren überspannt sie ein hölzernes Tonnengewölbe. An drei Raumseiten befinden sich Emporen. Der stattliche Kanzelaltar stammt von 1788. Das Gemeindegestühl von 1783 wurde durch Priechen (Sitzplätze höherer Stände) ergänzt.
- Im Schwarmer Kulturzentrum Robberts Huus findet jedes Jahr ein plattdeutsches Theaterstück statt, das von der Theatergruppe Uhlenspeelers vorgeführt wird.
- Die Sprakener Windmühle im Ortsteil Spraken wurde 1856 errichtet. In der dreistöckigen Galerie-Holländerwindmühle wurde bis 1948 gemahlen, danach erfolgte ein Umstieg auf Motorkraft, womit die Mühle noch bis 1960 gewerblich genutzt wurde. Das Krühwerk (ndl. bovenkruier, Obendreher) der Mühle ist das einzige in der Samtgemeinde. Die äußerliche Restaurierung dauerte von 1991 bis 1994.

### Regelmäßige Veranstaltungen
Es findet am Pfingstwochenende ein Schützenfest auf dem im Wald liegenden Festplatz im Krähenkamp statt. Am ersten September Sonntag findet auf dem Niedersachsenring das Grasbahn-Motorrad-Rennen des Motorsportclubs (MSC) statt. Am zweiten Septemberwochenende wird das von der Krieger- und Soldatenkameradschaft organisierte Erntefest gefeiert. Höhepunkt ist der Festumzug durch das Dorf am Sonntag mit bunt geschmückten Wagen. Im Anschluss dient der Krähenkamp als Festplatz.

## Infrastruktur

### Verkehr
Es bestehen Verbindungen zur Bundesautobahn 1 in 20 km Entfernung und zur Bundesautobahn 27 in 17 km Entfernung.
Schwarme gehört zum Verkehrsverbund Bremen/Niedersachsen. Der öffentliche Personennahverkehr ist eher schwach ausgebaut mit Verbindungen nach Bruchhausen-Vilsen und Syke. Bremen ist nur über den Bahnhof Syke zu erreichen.

### Öffentliche Einrichtungen
- Verwaltung im Rathaus der Samtgemeinde Bruchhausen-Vilsen
- Grundschule, Verdener Str. 7
- Kindergarten von 1992 mit einer Waldgruppe, Mühlenweg 15
- Freiwillige Feuerwehr Schwarme von 1926, Mühlenweg
- Gemeindebücherei, Verdener Straße 7
- Freibad Schwarme

### Vereine
- Förderverein der Grundschule Schwarme
- Förderverein Freibad
- Geflügelzuchtverein Schwarme und Umgebung von 1952
- Gewerbeverein aus Schwarme (G.A.S.)
- Heimat-, Umwelt- und Kulturverein Eule; Kulturzentrum Robberts Huus, Hoyaer Straße 2
- Krieger- und Soldatenkameradschaft Schwarme von 1871
- Reitverein Martfeld – Schwarme
- Reit und Rennverein Schwarme 1897, Reitplatz In der Heide 9
- Schützenverein Schwarme, Verdener Straße 26
- Sozialverband Deutschland (SoVD) Ortsverband Schwarme
- Motorsportclub Schwarme im ADAC
- Turn- und Sportverein (TSV) Schwarme von 1907, Kirchstraße 51

## Söhne und Töchter der Gemeinde
- Christoph Andreä Roselius, Pietist, Autor und Pastor des 17. Jahrhunderts aus Regensburg.
- Fritz Schmedes (1894–1952), deutscher Offizier im Zweiten Weltkrieg, zuletzt SS-Brigadeführer und Generalmajor der Waffen-SS und Polizei.
- Herbert Brückner (* 1938), ehemaliger Bremer Senator